# Kinderzuschuss
Der Kinderzuschuss war eine Leistung der gesetzlichen Rentenversicherung. Den Kinderzuschuss erhielten Rentner zusätzlich zu einer eigenen Rente (Altersrente, Erwerbsminderungsrente, Erziehungsrente) für jedes Kind im Haushalt. Als Kind im Sinne des Gesetzes galten nur leibliche und Adoptivkinder sowie in den Haushalt aufgenommene Stiefkinder, nicht hingegen Pflegekinder oder Enkelkinder.
Der Kinderzuschuss betrug seit 1978 monatlich 152,90 DM bzw. heute 78,18 €. Kinderzuschuss wurde regelmäßig bis zur Vollendung des 18. Lebensjahres geleistet. Darüber hinaus konnte Kinderzuschuss bei Vorliegen bestimmter Voraussetzungen maximal bis zum 27. Lebensjahr gewährt werden; diese Grenze verschob sich gegebenenfalls noch um die Dauer des gesetzlichen Grundwehrdienstes oder Zivildienstes. Kinderzuschuss erhielt nicht, wer Anspruch auf Kinderzulage der gesetzlichen Unfallversicherung, eine Waisenrente oder kindbezogene Leistungen des öffentlichen Dienstes oder berufsständischer Versorgungswerke hatte.
Der Kinderzuschuss lief am 1. Januar 1984 aus und wurde nur noch für solche Kinder geleistet, die vor diesem Stichtag geboren wurden. Am 1. Januar 1992 wurde der Kinderzuschuss als Leistung der Rentenversicherung endgültig abgeschafft; wer aber an diesem Stichtag noch einen Anspruch hatte, behielt diesen nach Maßgabe des § 270 SGB VI im Rahmen der Besitzstandswahrung. Nach 1992 galt Kinderzuschuss nicht mehr als Bestandteil der Rente, sondern als Zusatzleistung, die gesondert beantragt werden musste.
Nach Auskunft der Bundesregierung erhielt letztmals im Oktober 2011 ein Kind in Deutschland Kinderzuschuss. Deshalb wurde § 270 SGB VI zum 1. Januar 2017 mangels praktischer Relevanz aufgehoben.